# Bruno Joaquín Thomae
Bruno Joaquín Thomae es un paraje del Departamento Cushamen, en la Provincia del Chubut, Argentina. El origen de esta localidad está dado por la estación de ferrocarril del mismo nombre. Está ubicada en la posición geográfica 42°15′16″S 71°08′36″O / -42.25444, -71.14333.